# Nicomioides larvatus
Nicomioides larvatus là một loài bọ cánh cứng trong họ Cerambycidae.